# Ceratocanthus aeneus
Ceratocanthus aeneus is een keversoort uit de familie Hybosoridae. De wetenschappelijke naam van de soort is voor het eerst geldig gepubliceerd in 1819 door MacLeay.